# Nemacheilus troglocataractus
Nemacheilus troglocataractus és una espècie de peix de la família dels balitòrids i de l'ordre dels cipriniformes.

## Morfologia
Els mascles poden assolir els 6,8 cm de longitud total.

## Alimentació
Menja microorganismes bentònics.

## Hàbitat i distribució geogràfica
Es troba a un rierol subterrani de la cova Sai Yok Noi (la província de Kanchanaburi, Tailàndia), el qual té un volum relativament baix d'aigua que flueix sobre roques, petits gorgs i trams de grava.

## Amenaces
Les seues principals amenaces són la captura ocasional per al comerç internacional de peixos d'aquari i les pertorbacions ocasionades pels visitants a l'interior de la cova on viu.